# Max Tolson
Maxwell Tolson (Wollongong, 1945. július 18. – ) ausztrál válogatott labdarúgó.

## Pályafutása

### Klubcsapatokban
Wollongongban született. Pályafutása során többek között a South Coast United, a Workington AFC, a Marconi Stallions, a Safeway United és a Sydney Croatia csapataiban játszott.    

### A válogatottban
1971 és 1973 között 19 alkalommal szerepelt az ausztrál válogatottban és 4 gólt szerzett.  Részt vett az 1974-es világbajnokságon, de egyetlen mérkőzésen sem lépett pályára.